# 白化症
白化症是一種先天的遺傳性疾病，依程度有多種分類。患者缺乏色素細胞或黑素细胞所製造的黑色素。人類的色素細胞主要存在於皮膚、毛囊及眼睛，而色素細胞製造黑色素的功能是否正常運作與酪胺酸酶（Tyrosinase）的活性有密切的關聯，需要酪胺酸酶催化一連串主要以酪胺酸為原料、形成黑色素之生化反應的起始步驟，並調控其反應速率；一旦負責轉換過程的酪胺酸酶出了狀況，就無法順利製造出黑色素。白化症至今仍无治愈的方法。
白化症各種動物身上皆有發現案例，包含老虎、兔、蛇、老鼠、袋熊等。

## 遺傳模式
白化症的發生原因主要為體染色體隱性遺傳，意即父母雙方皆至少攜帶一個異常基因（雙親均為隱性帶因者），才有可能產下白化症的子女。
人體內的每一個細胞都來自最初的受精卵，其中含有的基因分別來自父母精卵提供的遺傳物質。如果我們以 A 代表正常的基因，而 a 代表有缺陷的基因，白化症患者的基因型便為 aa。
每個人體內的基因只要有一個是正常的，不管另一個正常與否，均不會出現隱性病症，意即 AA 或 Aa 基因型者其外表看起來都是正常人。Aa是健康的「隱性帶因者」，一般情況下，帶因者無法得知其基因型為何，直到與另一位 Aa 的隱性帶因者生育了白化症的孩子，才能得知自身的基因型。若父母親雙方各帶有此一缺陷基因，不分性別，每一胎皆有 25% 機率患有白化症。
除了近親通婚可能導致 Aa 與 Aa 結合的機率較高外，其他純粹是機緣巧合。另外，若 aa 與 aa （兩名白化症患者）結合，或 aa（白化症患者）與 Aa（隱性帶因者）結合的時候，也有可能會生出白化症的孩子。不過，白化症病友若和一位完全正常（基因型AA）的人結婚，則其子女不會有白化症的風險。

## 發生率
- 白化症的發生率約為1/15,000～1/20,000，不同地區有不同的流行類型，最常見的是OCA2型，其次是OCA1，病例在允許近親通婚的漠南非洲特別多（1/3900）。[1]

## 臨床表徵
由於患者的皮膚、毛髮和眼睛的虹膜缺乏色素，所以皮膚與毛髮極為白皙，不會晒黑，頭髮可能隨年齡增長逐漸變成淺黃色；眼珠顏色較淺、在照明條件符合時可能會透出後方的血管使眼珠呈現紅色或紫色，會懼光及減低視覺的敏銳性，常有眼球震顫的現象並有視力的缺陷，如弱視、視神經發育不全、眼屈光不正 （散光、遠視、近視）等。不過其餘方面，如智力發展等與常人無異。 

## 分類
白化症為體染色體隱性遺傳疾病，又根據不同染色體上的不同遺傳模式主要可分為兩大類，眼睛皮膚白化症（oculocutaneous albinism）及眼睛白化症（ocular albinism）。
眼睛皮膚白化症可細分為八種:
- 眼睛皮膚白化症第一型（OCA1）：又稱作「酪胺酸酶陰性之眼睛皮膚白化症」，由於第11對染色體的酪胺酸酶(tyrosinase)基因突變，影響體內酪胺酸酶的製造，使得細胞無法將酪胺酸轉化成黑色素。病友的皮膚、毛髮及眼睛的虹膜缺乏黑色素，因此皮膚會呈現白色，頭髮則會呈現白色或淡黃色而眼球虹膜會因為透明無色會呈現眼底的紅色。

- 眼睛皮膚白化症第二型（OCA2）：因OCA2（15q12-q13）基因突變造成，發生率約為1/38,000-1/40,000，但在南非洲好發率卻遠高於平均達到1/3,900-1/1,500。他們的皮膚及頭髮色素可能會從僅有一點點到幾乎正常， 瞳孔顏色可從藍色到棕色，新生兒的頭髮顏色可能從淺金到淺棕色，皮膚通常是奶油白色。

- 眼睛皮膚白化症第三型（OCA3）：好發於非洲，發生率為 1/8,500且幾乎不曾發生在其他地區。原因為缺少酪胺酸酶蛋白1（TYRP1），而基因位置在染色體9p12。OCA3通常臨床症狀較為輕微。

- 眼睛皮膚白化症第四型（OCA4）：因運輸膜蛋白基因SLC45A2（5p13.2）發生突變，發生率為1/100,000 ，好發於日本。虹膜顏色範圍從藍色到咖啡色，眼睛通常會畏光。髮色可從銀白色到淺黃色，膚色為乳白色。若未限制照光的頻率，病友的皮膚可能變得粗糙且肥厚，或罹患光化性角化症。且罹患鱗狀細胞癌或基底細胞癌的機率也高，但得到黑色素瘤機率低。

- 眼睛皮膚白化症第五型（OCA5）：發生率< 1/1,000,000，發生缺陷基因尚未被認定。僅有一個巴基斯坦的家庭曾被紀錄。

- 眼睛皮膚白化症第六型（OCA6）：SLC24A5 基因突變、發生率< 1/1,000,000。病友在出生時頭髮顏色淺但隨著年紀增長，逐漸變深，同時有著白皮膚、透明的虹膜、視網膜中央凹發展不全及視力差。

- 眼睛皮膚白化症第七型（OCA7）：發生率< 1/1,000,000。病友髮色可能為淡金色至深棕色。眼部症狀包含眼球震顫、虹膜透照、視力範圍介於 6/9~3/60、周邊部眼底色素缺乏，但畏光不是主要症狀。

- 眼睛皮膚白化症第八型（OCA8）：原因為DCT基因在染色體位置13q32有同型合子或純合同異突變。表徵包含淡色髮色與膚色、虹膜透照、眼球震顫、視網膜色素沉著不足、弱視等。

眼睛白化症跟其他種類的白化症不同，症狀主要僅影響眼睛，會有嬰兒期眼球震顫、視力差、立體覺和深度覺差、斜視、畏光，以及眼睛虹膜及眼底色素缺乏等問題。眼睛白化症是藉由X染色體遺傳，也因此男性發生眼球白化症的機率較大。其原因為男性僅有一條X和一條與性連遺傳無關的Y染色體，當X染色體上的GPR143基因發生突變，便會表現出眼睛白化症的症狀。而女性有兩條X染色體，當女性的其中一條X染色體上的GPR143發生突變時，通常不會表現出眼睛的視覺衰弱或其他異常現象，僅會在視力檢查時被檢測出輕微的視網膜色變。

## 社會福利
歐美國家和日本規範將白化症納為罕見疾病，但在台灣白化症尚未列入法定公告罕見疾病項目之一，因此不在罕見疾病防治及藥物法保障之下。但若符合身心障礙的資格，仍受身心障礙者權益保障法保障，可依類別申請輔具補助及服務、經濟補助及保險補助、租購屋補貼及無障礙停車位、交通福利措施、身心障礙長照2.0服務、社區式照顧服務、機構式照顧服務、支持服務、個案管理服務、各縣市教育局就學服務及勞工局就業服務等其他服務。
馬偕紀念醫院罕見疾病中心主任同時也是罕見疾病基金會董事長的林炫沛醫師說明，2000年台灣成為全世界第五個通過罕見疾病防治及藥物法（孤兒藥法案）的國家和地區。成立法規的原因是希望可以彌補健保的不足，讓罕病的病友可以取得相應的藥物得到保障。而根據此法，目前罕見疾病的認定需要符合三大要素，包含罕見性（發生率為1/10,000）、遺傳性、診斷治療上的困難性，經過公告後才能列入罕見疾病中，目前共有226種。台灣的白化症者及病友團體長期努力爭取自身的權益及保障，數次嘗試申請將白化症列入公告罕見疾病項下，至今尚未成功。

## 相關節日
據聯合國報告，目前全球仍有許多白化症患者受到歧視，而許多非洲地區的白化症患者會遭到襲擊或是殺害，原因是當地巫師認為白化症病人身體能帶來財富好運，更傳說愛滋病患者與白化症病人性交能醫治愛滋病。2014年聯合國大會決議通過，自2015年起，每年的六月十三日定為國際白化症日（International Albinism Awareness Day, IAAD），并希望可以提升民眾對於白化症的認識，減少白化症患者人權受到侵害的問題。
每年，IAAD 都有不同的主題
| 年份 | 主題                                                                                          |
| ---- | --------------------------------------------------------------------------------------------- |
| 2016 | Celebrate diversity; promote inclusion; protect our rights 慶祝多元、發揚包容、保護我們的權利 |
| 2017 | Advancing with renewed hope 在新希望中成長                                                    |
| 2018 | Shining our light to the world 向世界展示我們的光彩                                           |
| 2019 | Still Standing Strong 繼續保持堅強                                                            |
| 2020 | Made to Shine 生而閃耀                                                                        |

## 相關
- 白癜风
- 色素脫失
- 白色变型
- 《月亮的小孩》：台灣以白化症為主題的紀錄片

## 圖片

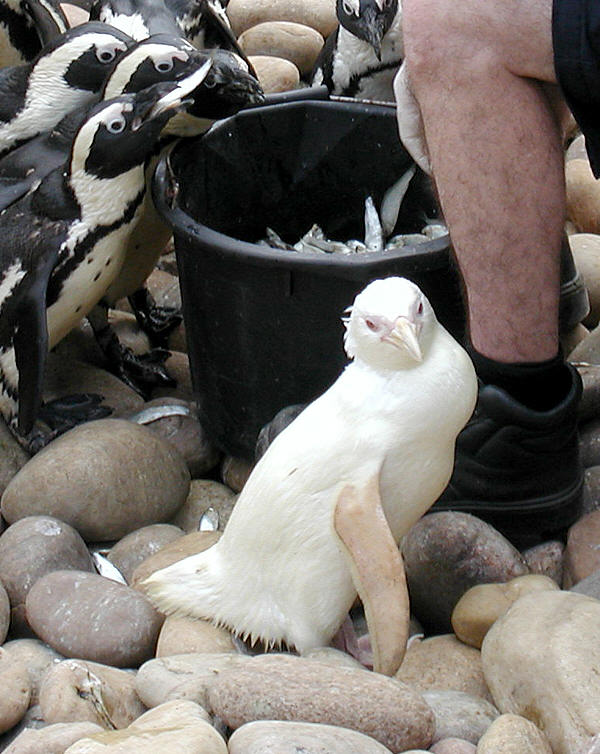
白企鵝, 對照背景的正常企鵝
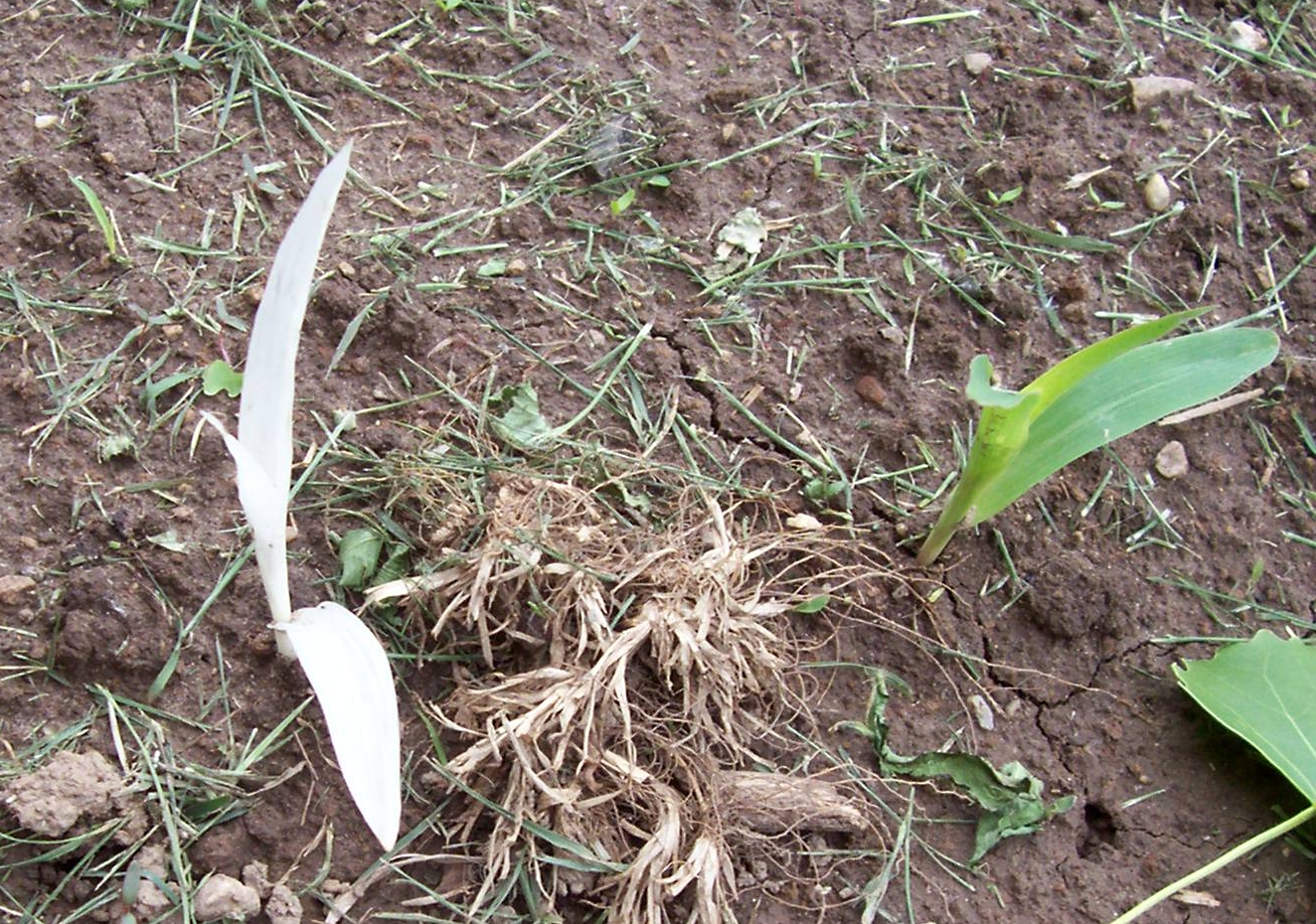
白玉米，右側為正常個體